# Henning Iven
Henning Iven (* in Stolp; † 3. August 1468 in Körlin an der Persante; auch Henning Iwen oder Henning von Iven) war ein römisch-katholischer Theologe und von 1446 bis zu seinem Tode Bischof von Cammin.

## Leben
Über Kindheit und Jugend von Henning Iven ist nichts bekannt, außer dass er aus Stolp stammt. Erstmals ist er 1441 als Domherr des Camminer Domkapitels und gleichzeitig als Kanzler des Herzogs Bogislaw IX. von Pommern-Stolp genannt. 
Nach dem Tode des bisherigen Bischofs von Cammin, Siegfried II. Bock, im Mai 1446 wurde Henning Iven im Juli 1446 durch das Camminer Domkapitel zu seinem Nachfolger gewählt. Da er der Kanzler Herzog Bogislaws IX. war, ist davon auszugehen, dass der Herzog seine Wahl unterstützt hatte. Henning Iven wurde durch das Konzil von Basel bestätigt, nicht aber durch den in Gegnerschaft zum Konzil stehenden Papst Eugen IV. Dadurch und den Umstand, dass Henning Iven mit dem Tod des Herzogs Ende 1446 seinen wichtigsten Unterstützer verlor, kam es zu Streitigkeiten zwischen dem designierten Bischof und der Geistlichkeit des Stiftes sowie der bedeutendsten Stadt des Stiftsgebiets, der Stadt Kolberg unter ihrem Bürgermeister Hans Schlief. Erst am 20. Januar 1449 konnte Henning Iven Frieden mit Kolberg schließen und die Huldigung erhalten, nachdem er die bischöflichen Rechte gegenüber der Stadt stark eingeschränkt und die der Landstände dafür erweitert hatte.
Bischof Henning hielt 1448 und 1454 Diözesansynoden ab. Auf der zweiten Synode wurden am 22. Juli 1454 in Cammin Statuten zur Regelung der kirchlichen Verhältnisse erlassen. Schwerpunkt der 28 Paragraphen waren unter anderem Maßnahmen gegen den Sittenverfall innerhalb des Klerus. Diese Statuten sind die einzigen aus katholischer Zeit im Bistum Cammin überlieferten. 
Er war an der Gründung der Universität Greifswald 1456 beteiligt und begünstigte sie durch seine Maßnahmen. Im Gründungsprivileg des Papstes Calixtus III. wurde er zum ersten Kanzler der Universität bestellt sowie, gemeinsam mit dem Bischof von Brandenburg, zu ihrem Konservator. Die Aufgabe des Kanzlers übertrug er Heinrich Rubenow als Vizekanzler, die Aufgabe des Konservators ließ er durch Hermann Slupwachter wahrnehmen. Vor allem gewährte er der Universität durch die Einrichtung eines Domstiftes an der Greifswalder Nikolaikirche, das nur mit Universitätsprofessoren besetzt werden sollte, finanzielle Mittel. Zur Einweihungsfeier führte er die Stiftungsbulle des Papstes mit.
1455 brach ein erneuerter schwerer Konflikt zwischen dem Bischof und der Stadt Kolberg aus. Die Geistlichen mussten aus Kolberg fliehen. Kolberger Truppen verwüsteten den Camminer Domhof und die Dörfer des Domkapitels. Die Truppen der pommerschen Ritterschaft und des Herzogs Erich II., die mit dem Bischof verbündet waren, griffen unter der Führung von Dinnies von der Osten die Stadt an. Unter schweren Verlusten wurden sie von den von Bürgermeister Hans Schlief geführten Kolberger Truppen geschlagen. Erst in den Jahren 1466 bis 1468 kam es zum Ausgleich zwischen Bischof und Herzog auf der einen und der Stadt Kolberg auf der anderen Seite.
Henning Iven starb 1468 und wurde in Köslin beigesetzt. Es kam lange zu keiner eindeutigen Nachfolge auf dem Camminer Bischofsstuhl: Das Camminer Domkapitel wählte Ludwig von Eberstein zum Bischof, der bis 1480 als Postulat regierte, aber vom Papst nicht anerkannt wurde. Der Papst ordnete 1471 die Versetzung des Bischofs von Ermland, Nikolaus von Tüngen, nach Cammin an. Doch weigerte Nikolaus von Tüngen sich und konnte letztlich auch in seinem Amt in Ermland bleiben. 1479 ernannte der Papst schließlich den italienischen  Ablasshändler Marinus de Fregeno zum neuen Bischof, der am 7. Mai 1480 sein Bistum in Besitz nahm. 